# Alfred Richard Cecil Selwyn
Alfred Richard Cecil Selwyn, (Kilmington, Somerset, 26 de juliol de 1824 − Vancouver, 19 d'octubre de 1902) va ser un geòleg anglès que fou director del Geological Survey of Victoria de 1852 a 1869 i també director del Geological Survey del Canadà de 1869 a 1894 a més de President de la Societat Reial del Canadà de 1895 a 1896. Alfred Richard Cecil Selwyn va nàixer a Kilmington, Somerset, Anglaterra, fill del reverend Townshend Selwyn (Canon de la Catedral de Gloucester) i de Charlotte Sophia, filla de Lord George Murray, bisbe de St David's, País de Gal·les, i neta del quart Duc d'Athol.